# Liste der Nummer-eins-R&B-Alben in den USA (1980)
Dies ist eine Liste der Nummer-eins-Alben in den von Billboard ermittelten Verkaufscharts für R&B-Alben in den USA im Jahr 1980. In diesem Jahr gab es dreizehn Nummer-eins-Alben.
| ← 1979 ← | Liste der Nummer-eins-R&B-Alben in den USA | Liste der Nummer-eins-R&B-Alben in den USA | Liste der Nummer-eins-R&B-Alben in den USA | 1981 →                    |
| \| Zeitraum \| Wo. ges. \| Interpret \| Titel \| Zusätzliche Informationen \| \| (Zeitraum, Wochen auf Platz eins, Interpret, Titel, zusätzliche Informationen) \| \| \| \| \| \| ------------------------------------------------------------------------------ \| -------- \| -------------------- \| --------------------- \| ------------------------- \| \| 29. Dezember 1979 – 4. Januar 1980 1 Woche (insgesamt 2) \| 2 \| Rufus & Chaka Khan \| Masterjam[1] \| – \| \| 5. Januar 1980 – 22. Februar 1980 7 Wochen (insgesamt 16) \| 16 \| Michael Jackson \| Off the Wall[2] \| – \| \| 23. Februar 1980 – 18. April 1980 8 Wochen (insgesamt 8) \| 8 \| The Whispers \| The Whispers[3] \| – \| \| 19. April 1980 – 2. Mai 1980 2 Wochen (insgesamt 2) \| 2 \| The Brothers Johnson \| Light Up the Night[4] \| – \| \| 3. Mai 1980 – 6. Juni 1980 5 Wochen (insgesamt 5) \| 5 \| The Isley Brothers \| Go All the Way[5] \| – \| \| 7. Juni 1980 – 11. Juli 1980 5 Wochen (insgesamt 5) \| 5 \| Jermaine Jackson \| Let’s Get Serious[6] \| – \| \| 12. Juli 1980 – 25. Juli 1980 2 Wochen (insgesamt 2) \| 2 \| Cameo \| Cameosis[7] \| – \| \| 26. Juli 1980 – 19. September 1980 8 Wochen (insgesamt 8) \| 8 \| Diana Ross \| Diana[8] \| – \| \| 20. September 1980 – 17. Oktober 1980 4 Wochen (insgesamt 4) \| 4 \| George Benson \| Give Me the Night[9] \| – \| \| 18. Oktober 1980 – 24. Oktober 1980 1 Woche (insgesamt 1) \| 1 \| Tom Browne \| Love Approach[10] \| – \| \| 25. Oktober 1980 – 7. November 1980 2 Wochen (insgesamt 2) \| 2 \| Zapp \| Zapp[11] \| – \| \| 8. November 1980 – 21. November 1980 2 Wochen (insgesamt 2) \| 2 \| The Jacksons \| Triumph[12] \| – \| \| 22. November 1980 – 26. Dezember 1980 5 Wochen (insgesamt 5) \| 5 \| Stevie Wonder \| Hotter than July[13] \| – \| |                                            |                                            |                                            |                           |
| ← 1979 |                                            |                                            |                                            | → 1981 →                  |
| Zeitraum | Wo. ges.                                   | Interpret                                  | Titel                                      | Zusätzliche Informationen |
| (Zeitraum, Wochen auf Platz eins, Interpret, Titel, zusätzliche Informationen) |                                            |                                            |                                            |                           |
| 29. Dezember 1979 – 4. Januar 1980 1 Woche (insgesamt 2) | 2                                          | Rufus & Chaka Khan                         | Masterjam                                  | –                         |
| 5. Januar 1980 – 22. Februar 1980 7 Wochen (insgesamt 16) | 16                                         | Michael Jackson                            | Off the Wall                               | –                         |
| 23. Februar 1980 – 18. April 1980 8 Wochen (insgesamt 8) | 8                                          | The Whispers                               | The Whispers                               | –                         |
| 19. April 1980 – 2. Mai 1980 2 Wochen (insgesamt 2) | 2                                          | The Brothers Johnson                       | Light Up the Night                         | –                         |
| 3. Mai 1980 – 6. Juni 1980 5 Wochen (insgesamt 5) | 5                                          | The Isley Brothers                         | Go All the Way                             | –                         |
| 7. Juni 1980 – 11. Juli 1980 5 Wochen (insgesamt 5) | 5                                          | Jermaine Jackson                           | Let’s Get Serious                          | –                         |
| 12. Juli 1980 – 25. Juli 1980 2 Wochen (insgesamt 2) | 2                                          | Cameo                                      | Cameosis                                   | –                         |
| 26. Juli 1980 – 19. September 1980 8 Wochen (insgesamt 8) | 8                                          | Diana Ross                                 | Diana                                      | –                         |
| 20. September 1980 – 17. Oktober 1980 4 Wochen (insgesamt 4) | 4                                          | George Benson                              | Give Me the Night                          | –                         |
| 18. Oktober 1980 – 24. Oktober 1980 1 Woche (insgesamt 1) | 1                                          | Tom Browne                                 | Love Approach                              | –                         |
| 25. Oktober 1980 – 7. November 1980 2 Wochen (insgesamt 2) | 2                                          | Zapp                                       | Zapp                                       | –                         |
| 8. November 1980 – 21. November 1980 2 Wochen (insgesamt 2) | 2                                          | The Jacksons                               | Triumph                                    | –                         |
| 22. November 1980 – 26. Dezember 1980 5 Wochen (insgesamt 5) | 5                                          | Stevie Wonder                              | Hotter than July                           | –                         |